# HD 24040
HD 24040 ist ein etwa 152 Lichtjahre entfernter Stern der Spektralklasse G0 im Sternbild Stier. Er besitzt eine scheinbare Helligkeit von 7,5 mag und wird von einem substellaren Begleiter mit einer Mindestmasse unterhalb 10 Jupitermassen umrundet.

## Spektroskopischer Begleiter
HD 24040 wird von dem substellaren Begleiter (HD 24040 b) umkreist, für den mit Hilfe der Radialgeschwindigkeitsmethode eine Periode von 3400 d und eine Masse von mindestens 4 Jupitermassen bestimmt wurde. Es könnte sich bei dem Begleiter somit um einen Exoplaneten handeln. Die große Halbachse würde ca. 8 Astronomischen Einheiten, die Exzentrizität etwa 0,068 betragen. Der Begleiter wird aufgrund seiner hohen Masse als potentieller Gasplanet angesehen.